# Мохувате болото
Мохува́те боло́то — гідрологічна пам'ятка природи місцевого значення в Україні. Об'єкт природно-заповідного фонду Харківської області. 
Розташована в межах Дергачівського району Харківської області, на північ від смт Гаврилівка. 
Площа — 1,7 га. Статус присвоєно згідно з рішенням облвиконкому від 03.12.1984 року № 562. Перебуває у віданні: Данилівський дослідний лісгосп УкрНДІЛГА ім. Г.М. Висоцького (Дергачівське л-во, кв. 176, вид. 4). 
Статус присвоєно для збереження реліктового торф'яного болота, розташованого серед лісового масиву. На болоті зростають рідкісні види: журавлина болотна, росичка круглолиста, бобівник трилистий, вовче тіло болотне, кілька видів пухівки та сфагнум.

## Галерея

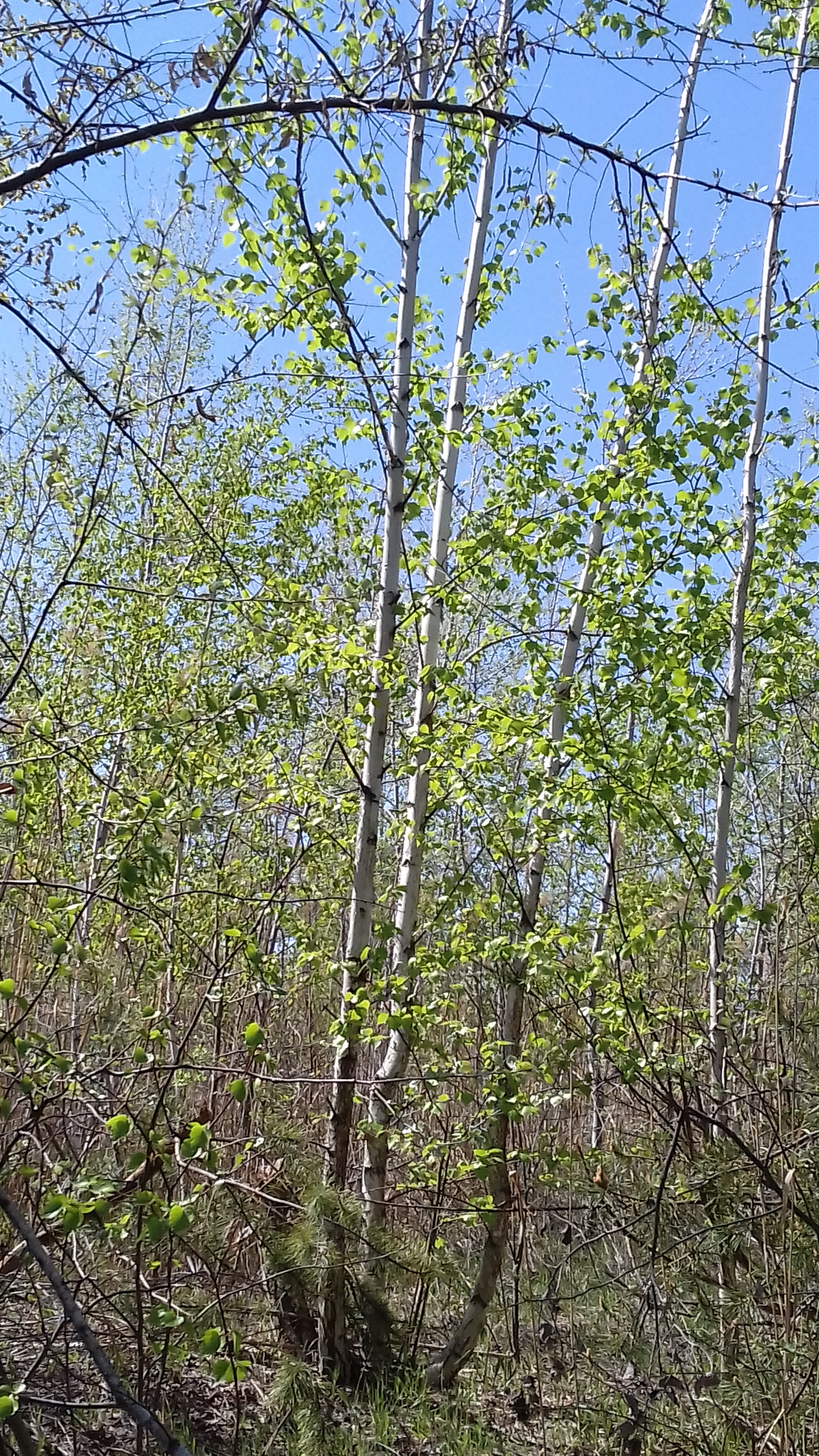
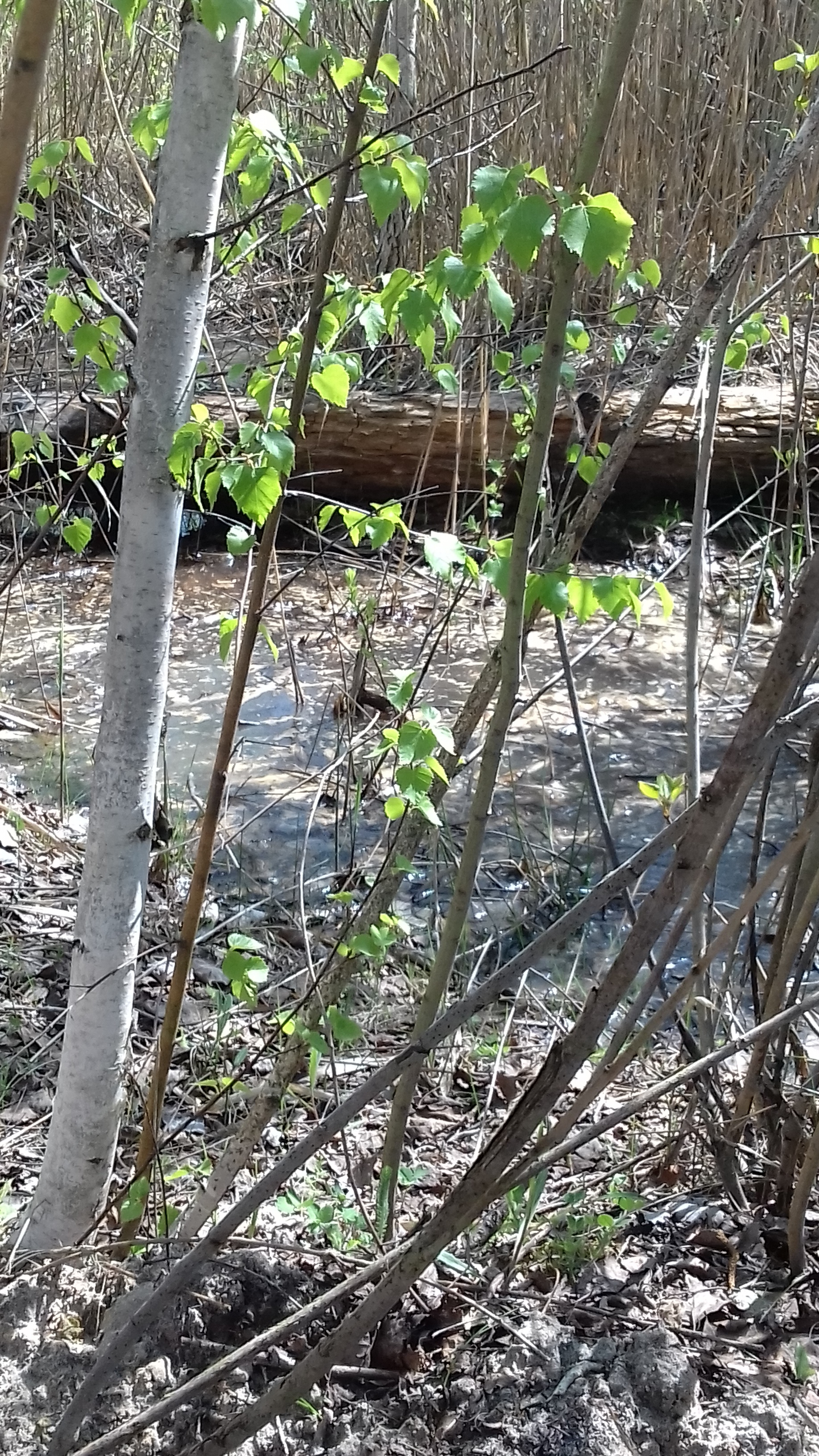
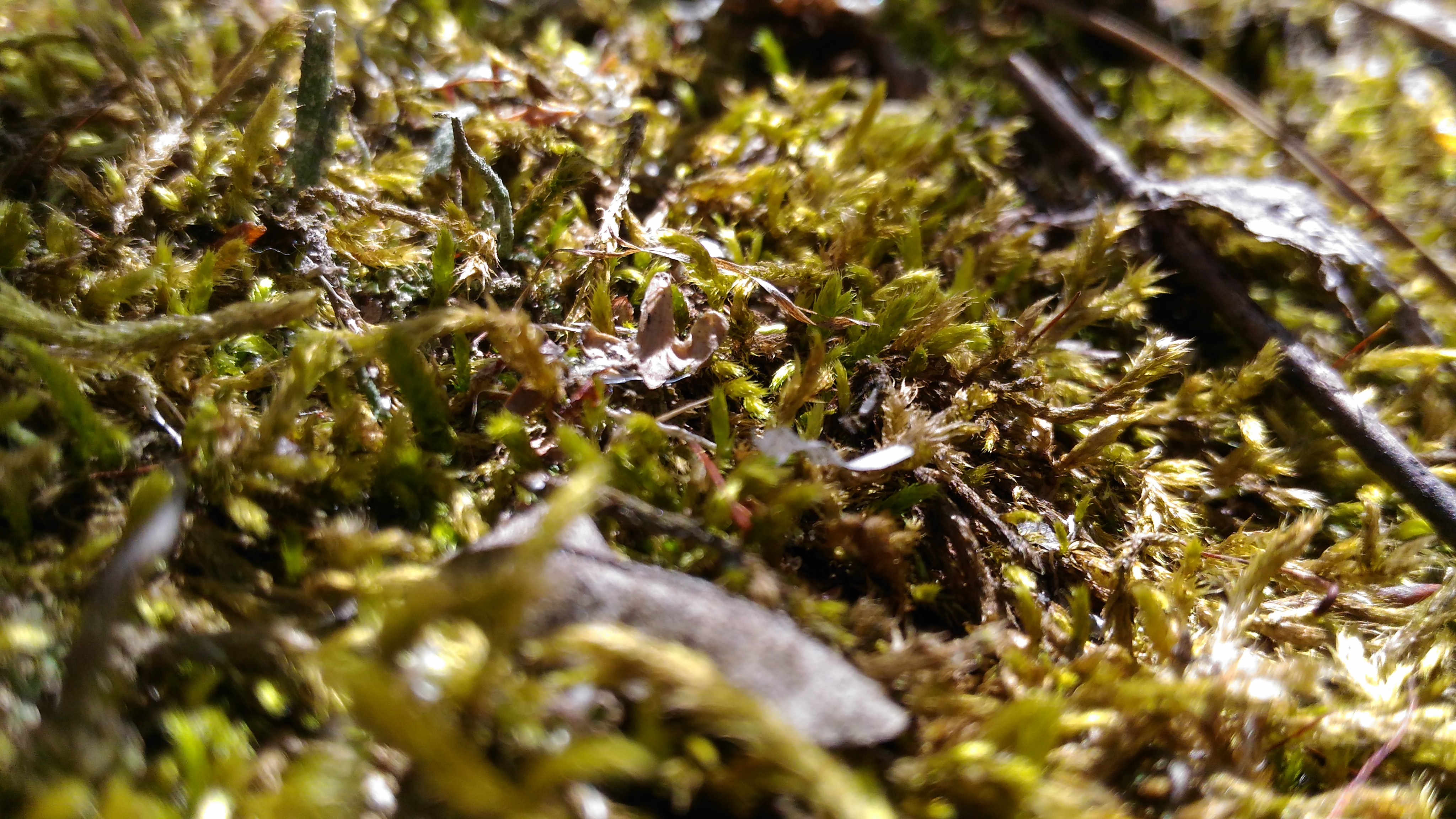
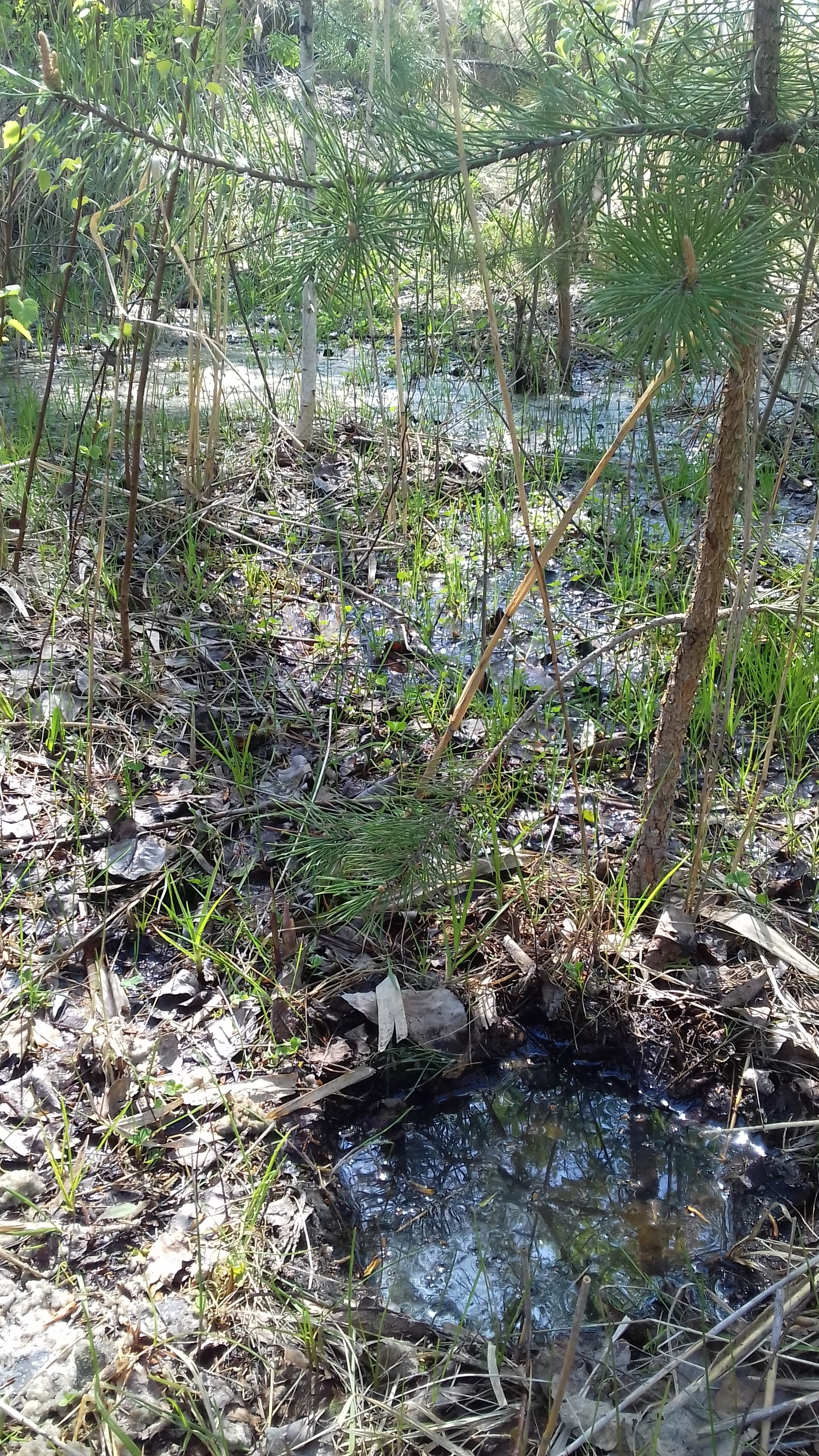